# Serra Sant'Abbondio
Serra Sant'Abbondio est une commune italienne de la province de Pesaro et Urbino, dans la région Marches.

## Administration
| Période                                  | Période | Identité | Étiquette | Qualité |
| ---------------------------------------- | ------- | -------- | --------- | ------- |
|                                          |         |          |           |         |
| Les données manquantes sont à compléter. |         |          |           |         |

### Communes limitrophes
Frontone, Pergola, Sassoferrato, Scheggia e Pascelupo.